# Aksu (település)
Aksu egy település és kerületi kormányzóság Törökország Antalya nevű tartományában.

## Földrajza
Aksu az Antalyát Mersinnel összekötő D400-as autópálya mellett található. Antalyával majdnem egybeolvadt, de tartományi központ és Nagy-Antalya tartománynak is része. Antalya központi városától 18 kilométernyire fekszik. Az antalya Nemzetközi Repülőtér Aksu kerületben található.  A 2011-es adatok alapján Aksuban 46 953-an élnek.

## Történelme
Az ókorban Pamphilia része volt a település. Az ókori Perga városa Aksu kerület mai területén feküdt. Később Aksu kerület területe a Római Birodalom, a Bizánci Birodalom és az anatóliai török emirátusok, valamint később a Török Birodalom részévé vált. A török korban két jelentősebb település alakult ki a kerületben: Aksu és Calkaya. 1977 és 1994 közt ezek a települések városi rangot kaptak és később 1999-ben Aksu kerület részévé váltak.

## Gazdasága
Aksu legfőbb gazdasági ágazata a mezőgazdaság. Számtalan zöldséget és gyümölcsfélét termelnek errefelé. Ezenfelül a turizmus számít még húzóágazatnak. Perga és a Kursunlu-vízesés fontos idegenforgalmi látványosságnak számítanak. 

## A kerület vidéki települései
Tizenhárom darab falu található a kerületen belül, amelynek teljes lakossága így 65 303 fő.

## Fordítás
Ez a szócikk részben vagy egészben  az   Aksu, Antalya című angol Wikipédia-szócikk ezen változatának fordításán alapul.  Az eredeti cikk szerkesztőit annak laptörténete sorolja fel. Ez a jelzés csupán a megfogalmazás eredetét és a szerzői jogokat jelzi, nem szolgál a cikkben szereplő információk forrásmegjelöléseként.